# 佐和站
佐和站（日语：／ Sawa eki */?）是位于茨城县常陆那珂市，屬於东日本旅客铁道（JR東日本）常磐線的鐵路車站。

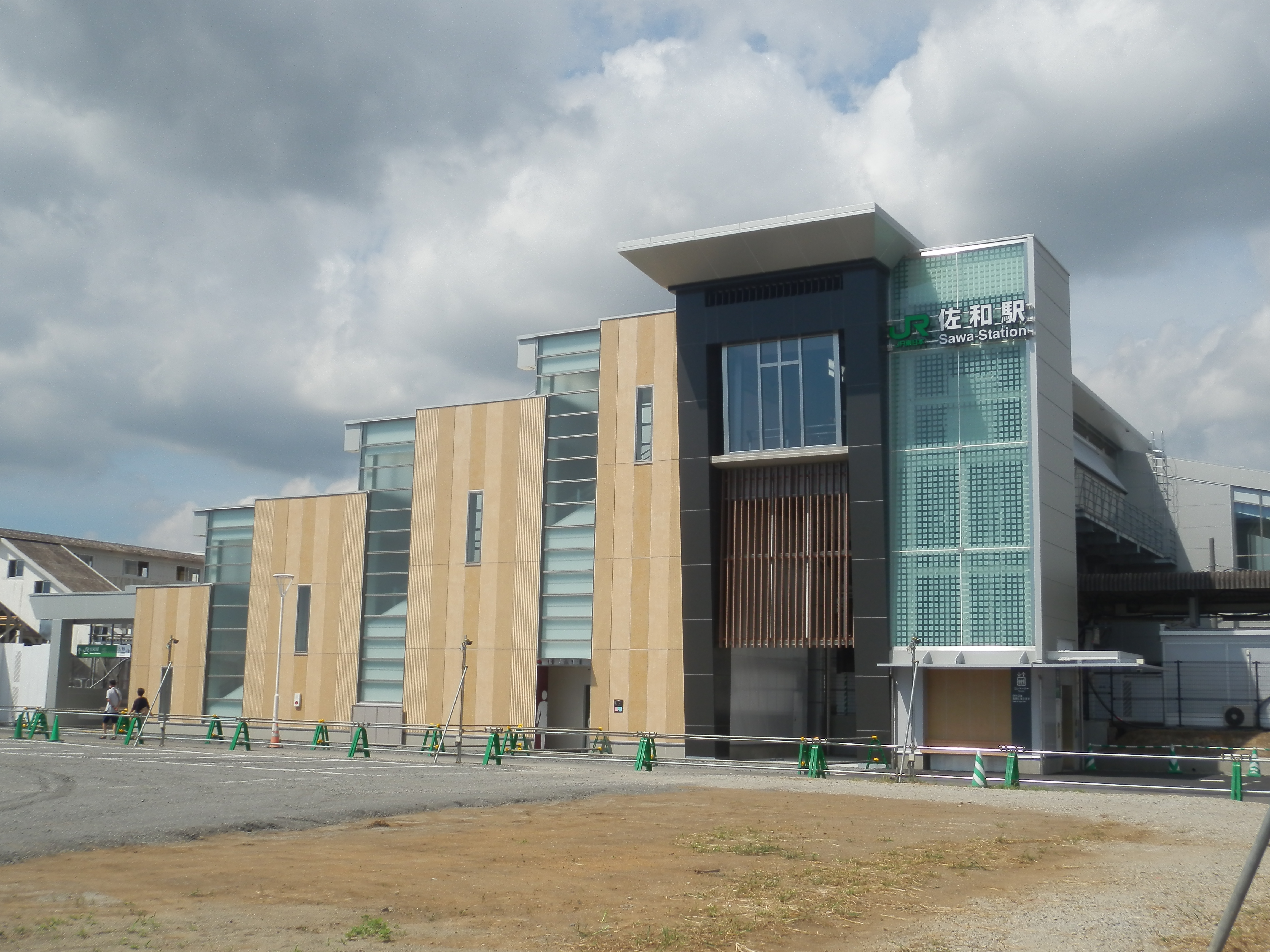
東口（2023年9月）

## 历史
- 1897年2月25日 - 作为日本铁道车站投入运营[2]。
- 1909年10月12日 - 归属常磐线。
- 1987年4月1日 - 国铁分割民营化后成为JR东日本车站。
- 2010年11月5日 - 设置升降电梯。
- 2013年
  - 7月1日 - JR水户铁道服务委托管理该站业务。
  - 12月 - 上行站台设置候车室。
- 2015年7月1日 - 委托业务由JR东日本车站服务管理。

## 车站结构

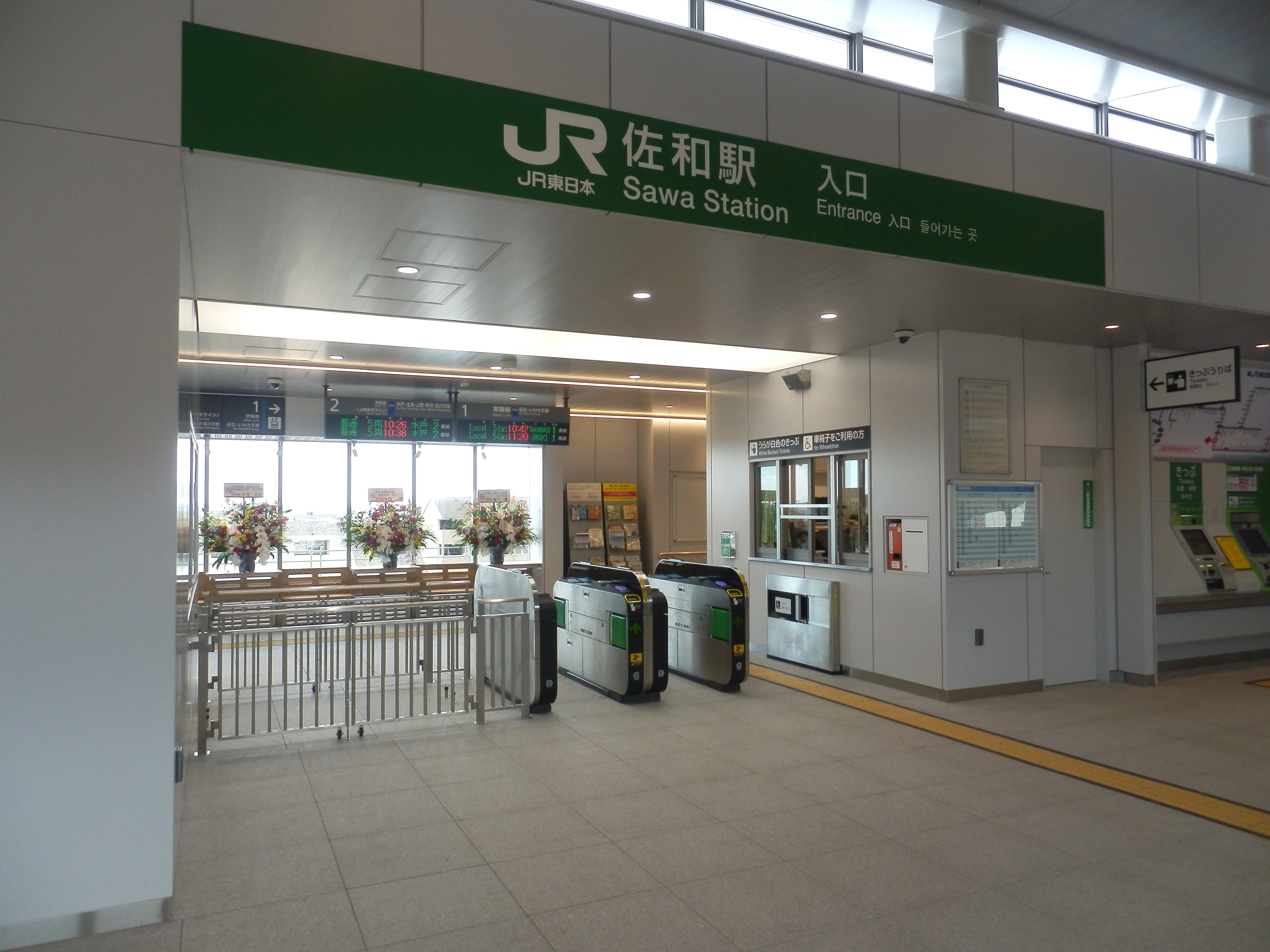
驗票閘口（2023年9月）

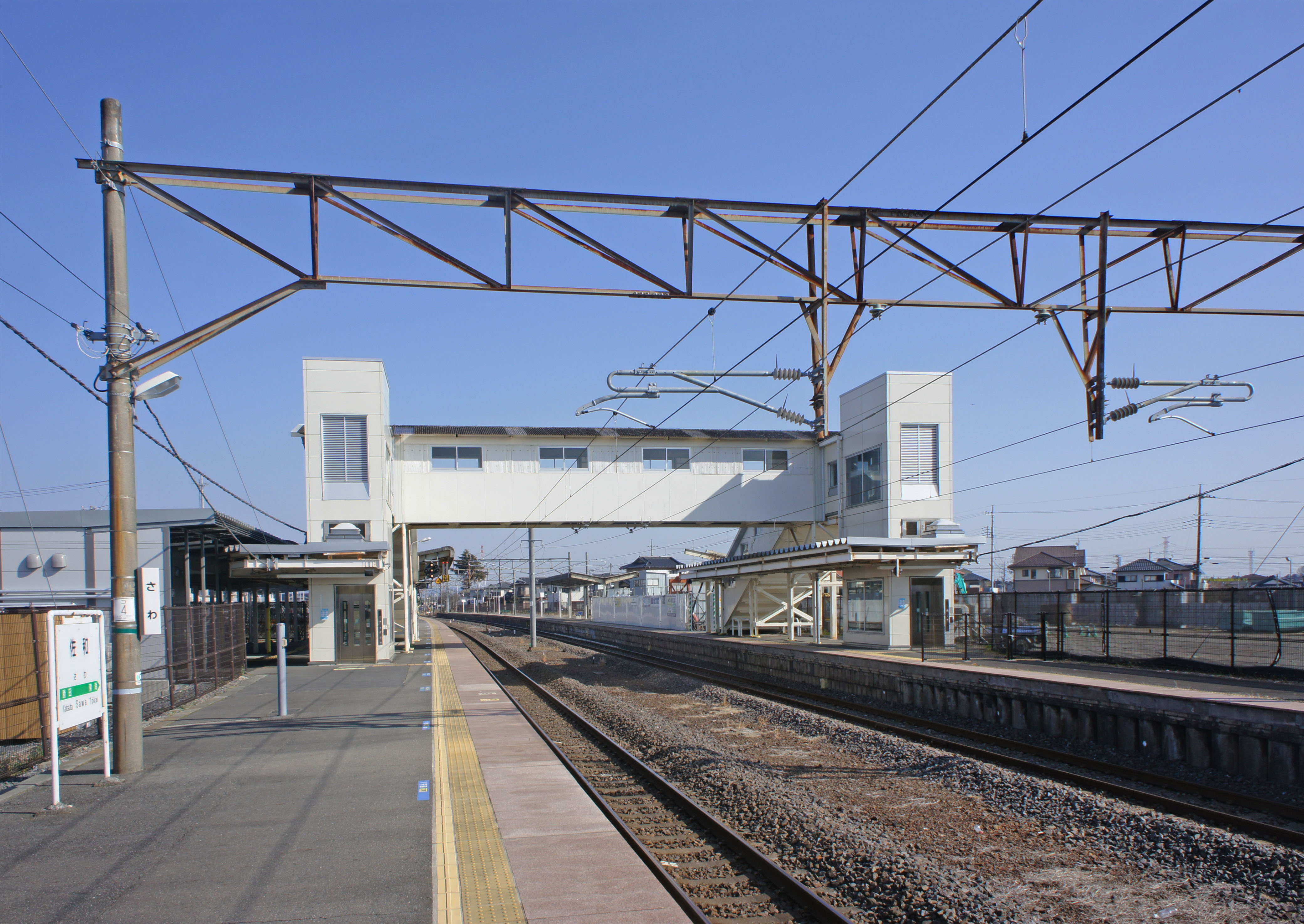
月台（2022年2月）

本站為2台2线构成的地上车站，也是由胜田站負責管理，並委託JR东日本處理站務的业务委托站。站內设有Suica自动闸机和指定席自动售票机。

### 站台配置
| 站台 | 路线    | 方向 | 目的地                                          |
| ---- | ------- | ---- | ----------------------------------------------- |
| 1    | ■常磐線 | 下行 | 日立、磐城方向                                  |
| 2    | ■常磐線 | 上行 | 水户、土浦、上野、東京、品川方向 （上野东京线） |

（來源：JR東日本:車站構內圖（页面存档备份，存于））

## 使用情況
根據JR東日本，2018年度（平成30年度）1日平均上車人次為3,905人。
近年的推移如下表。
| 上車人次推移       | 上車人次推移     | 上車人次推移    |
| 年度               | 1日平均 上車人次 | 來源            |
| ------------------ | ---------------- | --------------- |
| 2000年（平成12年） | 3,266            | [ 利用客数 2 ]  |
| 2001年（平成13年） | 3,220            | [ 利用客数 3 ]  |
| 2002年（平成14年） | 3,058            | [ 利用客数 4 ]  |
| 2003年（平成15年） | 2,945            | [ 利用客数 5 ]  |
| 2004年（平成16年） | 2,955            | [ 利用客数 6 ]  |
| 2005年（平成17年） | 3,001            | [ 利用客数 7 ]  |
| 2006年（平成18年） | 3,139            | [ 利用客数 8 ]  |
| 2007年（平成19年） | 3,202            | [ 利用客数 9 ]  |
| 2008年（平成20年） | 3,349            | [ 利用客数 10 ] |
| 2009年（平成21年） | 3,337            | [ 利用客数 11 ] |
| 2010年（平成22年） | 3,342            | [ 利用客数 12 ] |
| 2011年（平成23年） | 3,401            | [ 利用客数 13 ] |
| 2012年（平成24年） | 3,606            | [ 利用客数 14 ] |
| 2013年（平成25年） | 3,816            | [ 利用客数 15 ] |
| 2014年（平成26年） | 3,821            | [ 利用客数 16 ] |
| 2015年（平成27年） | 3,796            | [ 利用客数 17 ] |
| 2016年（平成28年） | 3,930            | [ 利用客数 18 ] |
| 2017年（平成29年） | 3,953            | [ 利用客数 19 ] |
| 2018年（平成30年） | 3,905            | [ 利用客数 1 ]  |

## 相鄰車站
東日本旅客鐵道（JR東日本）
■常磐线 
勝田－佐和－東海

### 使用情况
1. 1 2  . 東日本旅客鉄道.   [2019-07-12]. （原始内容存档于2019-07-05）.
2. ↑  . 東日本旅客鉄道.   [2019-03-06]. （原始内容存档于2019-03-28）.
3. ↑  . 東日本旅客鉄道.   [2019-03-06]. （原始内容存档于2019-03-28）.
4. ↑  . 東日本旅客鉄道.   [2019-03-06]. （原始内容存档于2019-03-28）.
5. ↑  . 東日本旅客鉄道.   [2019-03-06]. （原始内容存档于2019-03-28）.
6. ↑  . 東日本旅客鉄道.   [2019-03-06]. （原始内容存档于2019-03-28）.
7. ↑  . 東日本旅客鉄道.   [2019-03-06]. （原始内容存档于2019-03-28）.
8. ↑  . 東日本旅客鉄道.   [2019-03-06]. （原始内容存档于2019-03-28）.
9. ↑  . 東日本旅客鉄道.   [2019-03-06]. （原始内容存档于2019-03-28）.
10. ↑  . 東日本旅客鉄道.   [2019-03-06]. （原始内容存档于2019-03-28）.
11. ↑  . 東日本旅客鉄道.   [2019-03-06]. （原始内容存档于2019-03-28）.
12. ↑  . 東日本旅客鉄道.   [2019-03-06]. （原始内容存档于2019-03-28）.
13. ↑  . 東日本旅客鉄道.   [2019-03-06]. （原始内容存档于2019-03-28）.
14. ↑  . 東日本旅客鉄道.   [2019-03-06]. （原始内容存档于2019-03-28）.
15. ↑  . 東日本旅客鉄道.   [2019-03-06]. （原始内容存档于2019-03-28）.
16. ↑  . 東日本旅客鉄道.   [2019-03-06]. （原始内容存档于2019-03-28）.
17. ↑  . 東日本旅客鉄道.   [2019-03-06]. （原始内容存档于2019-03-23）.
18. ↑  . 東日本旅客鉄道.   [2019-03-06]. （原始内容存档于2019-03-28）.
19. ↑  . 東日本旅客鉄道.   [2018-07-06]. （原始内容存档于2019-03-21）.

## 外部連結
- 車站資訊（佐和）：東日本旅客鐵道